# Adam Jabiri
Adam Jabiri (* 3. Juni 1984 in Kitzingen) ist ein ehemaliger deutscher Fußballspieler.

## Kindheit und Ausbildung
Jabiri ist Sohn eines spanischen Vaters und einer marokkanischen Mutter. Neben seiner Fußballkarriere absolvierte er von 2004 bis 2010 an der Fachhochschule Erfurt ein Architekturstudium mit Abschlussdiplom.

## Karriere
Adam Jabiri, der in der Jugend und in seinen ersten Seniorenjahren bei verschiedenen Vereinen in seiner unterfränkischen Heimat spielte, kam 2005 zum 1. FC Schweinfurt 05 in die Landesliga Nord. Im zweiten Jahr erzielte der Mittelstürmer dort 30 Tore und trug damit maßgeblich zum Aufstieg in die Bayernliga bei.
Daraufhin sicherte sich Regionalligist Rot-Weiß Erfurt ab 2007 seine Dienste. Mit den Erfurtern qualifizierte er sich 2008 für die neue eingleisige 3. Liga, wobei er allerdings nur noch auf zwei Saisontreffer kam. Am ersten Spieltag der Saison 2008/09 hatte er seinen ersten Profiliga-Einsatz, doch noch vor Ablauf der Wechselfrist ging er zurück in die Regionalliga zum TSV Großbardorf. Die Unterfranken suchten dringend einen Ersatzstürmer und Jabiri war in Erfurt nur Stürmer Nummer drei, so kam die Einigung auf ein Leihgeschäft für diese Spielzeit zustande. In den ersten fünf Spielen erzielte er sieben Tore, doch es folgte eine ernüchternde Saison und am Ende konnte er mit insgesamt zwölf Toren nicht verhindern, dass der Verein deutlich abgeschlagen auf einem Abstiegsplatz landete.
Im Sommer 2009 wechselte er in die zweite Mannschaft des Bundesligisten TSG Hoffenheim, die in der fünftklassigen Oberliga Baden-Württemberg spielte. Jabiri kam durchgängig zum Einsatz und erzielte 17 Tore. Außerdem durfte er teilweise mit der Bundesligamannschaft mittrainieren und bekam am 20. Spieltag bei der 0:2-Niederlage beim FC Schalke 04 einen Einsatz als Einwechselspieler in der höchsten Spielklasse. Am Ende der Spielzeit 2009/10 schaffte die zweite Mannschaft die Meisterschaft und den Aufstieg. In der Regionalliga Süd spielte er im Jahr darauf eine ordentliche Saison, blieb aber fern von der Bundesliga.
In der Saison 2011/12 unternahm Adam Jabiri einen zweiten Anlauf im Profifußball. Am 20. Mai 2011 gab der Drittligist 1. FC Heidenheim seine Verpflichtung bekannt. Am 3. August 2011 gab Jabiri sein Debüt für den FCH, als er am zweiten Spieltag in der Partie gegen die SpVgg Unterhaching kurz vor Schluss für Andreas Spann eingewechselt wurde. Doch kurz darauf fiel er mehrere Wochen nach einer Leistenoperation aus und kaum war er zurückgekehrt, beendete ein Mittelfußbruch Ende November 2011 seine Saison vorzeitig. Aufgrund der starken Konkurrenzsituation im Heidenheimer Angriff und zahlreicher Verletzungen Jabiris, wurde sein Vertrag beim Drittligisten nicht verlängert.
Am 1. August 2012 gab der Regionalligist Wormatia Worms die Verpflichtung von Adam Jabiri bekannt. Jabiri unterschrieb bei den Rheinhessen einen Vertrag bis 2014. Dort verletzte er sich kurz nach Saisonstart schwer und fiel nach einem Schien- und Wadenbeinbruch fast ein Jahr aus. In der Saison 2013/14 kam er für Worms auf zwölf Tore in 22 Spielen. Im Sommer 2014 verließ Jabiri die Wormatia und wechselte zu den Würzburger Kickers in die Regionalliga Bayern. Mit den Würzburgern stieg er 2015 in die 3. Liga auf und in der Spielzeit 2015/16 gelang der Durchmarsch in die 2. Bundesliga.
Zur Saison 2016/17 wechselte Jabiri von den Würzburger Kickers zum Regionalligisten 1. FC Schweinfurt 05. Mit 28 Treffern wurde er in der folgenden Spielzeit 2017/18 Torschützenkönig der Regionalliga Bayern. 
Im Sommer 2024 hat er seine Karriere in Schweinfurt beendet.

## Erfolge
1. FC Schweinfurt 05
- Aufstieg in die Bayernliga: 2007

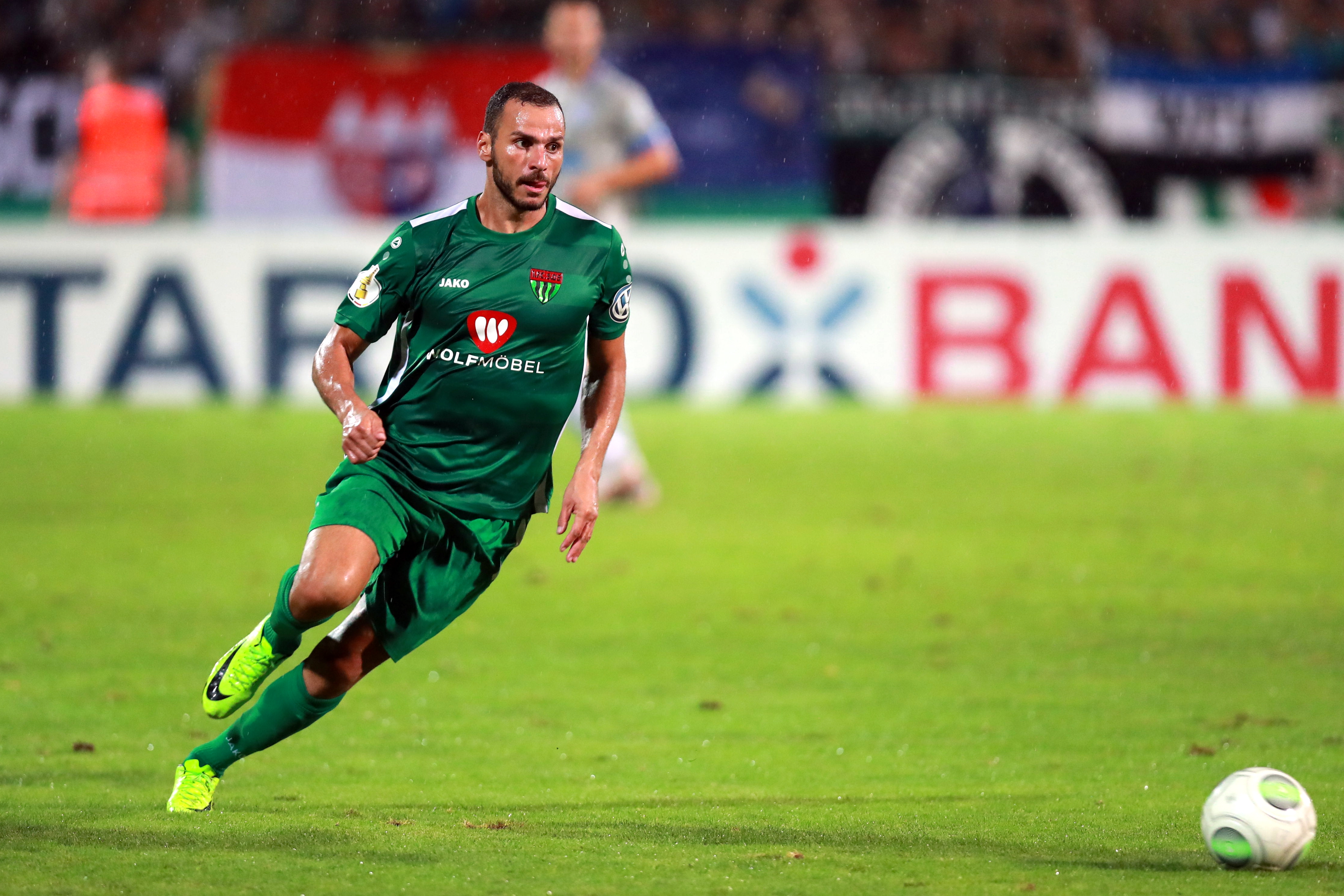
Adam Jabiri in der DFB-Pokal-Begegnung
FC Schweinfurt 05 gegen FC Schalke 04 (2018)

- Bayerischer Pokalsieger: (2) 2017, 2018
- Torschützenkönig der Fußball-Regionalliga Bayern: 2017/18 (28 Treffer)
- Meister der Regionalliga Bayern: 2021

Rot-Weiß-Erfurt
- Aufstieg in die 3. Liga: 2008
- Thüringischer Pokalsieger: 2009

TSG Hoffenheim
- Aufstieg in die Regionalliga Süd: 2010 (TSG Hoffenheim II)

1. FC Heidenheim
- Württembergischer Pokalsieger: 2012

Würzburger Kickers
- Aufstieg in die 2. Bundesliga: 2016
- Meister der Regionalliga Bayern: 2015
- Bayerischer Pokalsieger: 2016

Nationalmannschaft
- Mehrfache Berufung in die Studenten-Nationalmannschaft[11]